# Museu Etnográfico da Cava de Viriato
O Centro de Interpretação da Cava de Viriato estava previsto e seria similar a um museu. Por falta de financiamento  não foi criado,esta componente do projecto de requalificação estava integrado no programa Polis para Viseu. 
Destinava-se a expor objectos ou outras peças arqueológicas ligadas à Cava de Viriato.